# Fodina toulgoeti
Fodina toulgoeti är en fjärilsart som beskrevs av Pierre E.L. Viette 1979. Fodina toulgoeti ingår i släktet Fodina och familjen nattflyn. Inga underarter finns listade i Catalogue of Life.